# Edenryd
Edenryd is een plaats in de gemeente Bromölla in het Zweedse landschap Skåne en de provincie Skåne län. De plaats heeft 170 inwoners (2005) en een oppervlakte van 39 hectare. De plaats ligt vlak bij een baai van de Oostzee en de directe omgeving van de plaats bestaat voornamelijk uit landbouwgrond. De plaats Sölvesborg ligt ongeveer op vijf kilometer van het dorp.